# István Kovács (piłkarz)
István Kovács (ur. 27 marca 1992 w Szombathely) – węgierski piłkarz, grający na pozycji pomocnika.

## Kariera klubowa
Kovács profesjonalną karierę rozpoczął w klubie Szombathelyi Haladás. Mając niespełna 20 lat przeniósł się do Videoton FC.

## Kariera reprezentacyjna
W reprezentacji Węgier zadebiutował 22 marca 2014 roku w meczu eliminacji mistrzostw świata przeciwko Rumunii. Na boisku pojawił się w 80 minucie meczu.
| Mecze i gole w reprezentacji | Mecze i gole w reprezentacji | Mecze i gole w reprezentacji | Mecze i gole w reprezentacji | Mecze i gole w reprezentacji | Mecze i gole w reprezentacji | Mecze i gole w reprezentacji |
| #                            | Data                         | Stadion                      | Rywal                        | Wynik                        | Gol                          | Rozgrywki                    |
| 2013                         | 2013                         | 2013                         | 2013                         | 2013                         | 2013                         | 2013                         |
| ---------------------------- | ---------------------------- | ---------------------------- | ---------------------------- | ---------------------------- | ---------------------------- | ---------------------------- |
| 1.                           | 22.03.2013                   | Budapeszt, Węgry             | Rumunia                      | 2:2                          | 0                            | El. MŚ 2014                  |
| 2.                           | 14.08.2013                   | Budapeszt, Węgry             | Czechy                       | 1:1                          | 0                            | towarzyski                   |
| 2014                         |                              |                              |                              |                              |                              |                              |
| 3.                           | 7.06.2014                    | Budapeszt, Węgry             | Kazachstan                   | 3:0                          | 0                            | towarzyski                   |
| 4.                           | 7.09.2014                    | Budapeszt, Węgry             | Irlandia Północna            | 1:2                          | 0                            | El. ME 2016                  |
| 5.                           | 18.11.2014                   | Budapeszt. Węgry             | Rosja                        | 1:2                          | 0                            | towarzyski                   |